# Badgäster med en sköldpadda
Badgäster med en sköldpadda (franska: Les Baigneuses à la tortue) är en oljemålning av den franske konstnären Henri Matisse. Den är målad 1908 och är sedan 1964 utställd på Saint Louis Art Museum. 
Målningen skildrar en liten röd sköldpadda omgiven av tre nakna kvinnofigurer. Storleken är 182 x 221 cm och figurerna är därmed i naturlig storlek. Alla element i motivet är mycket förenklade och bakgrunden har reducerats till tre färger: landskapets gröna gräs, det klarblåa havet och den ljusblåa himmelen. Den är signerad och daterad i höger nederkant. Stilmässigt föreligger stora likheter med Boulespelarna (1908), Dansen (1909–1910) och Musiken (1910). 
Målningen förvärvades 1908 av tyske konstsamlaren Karl Ernst Osthaus(en) som placerade den på sitt galleri Folkwang Museum i Hagen. Den beslagtogs i augusti 1937 av nazisterna som betecknade den som entartete Kunst. Sommaren 1939 såldes den på auktion i Luzern till den amerikanske publicisten Joseph Pulitzer Jr.(en) som 1964 donerade den till Saint Louis Art Museum.   

## Bildgalleri

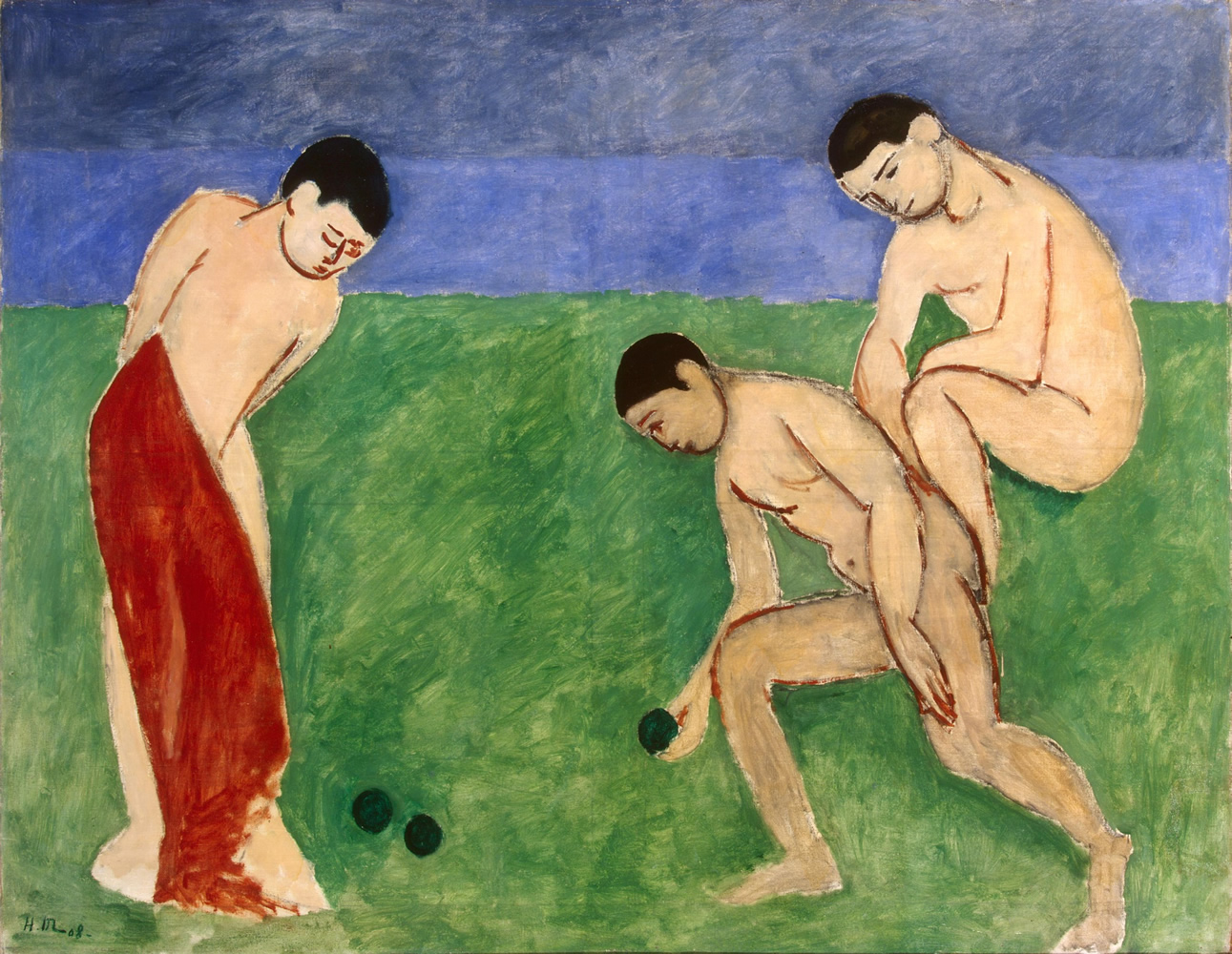
Boulespelarna (1908), Eremitaget.
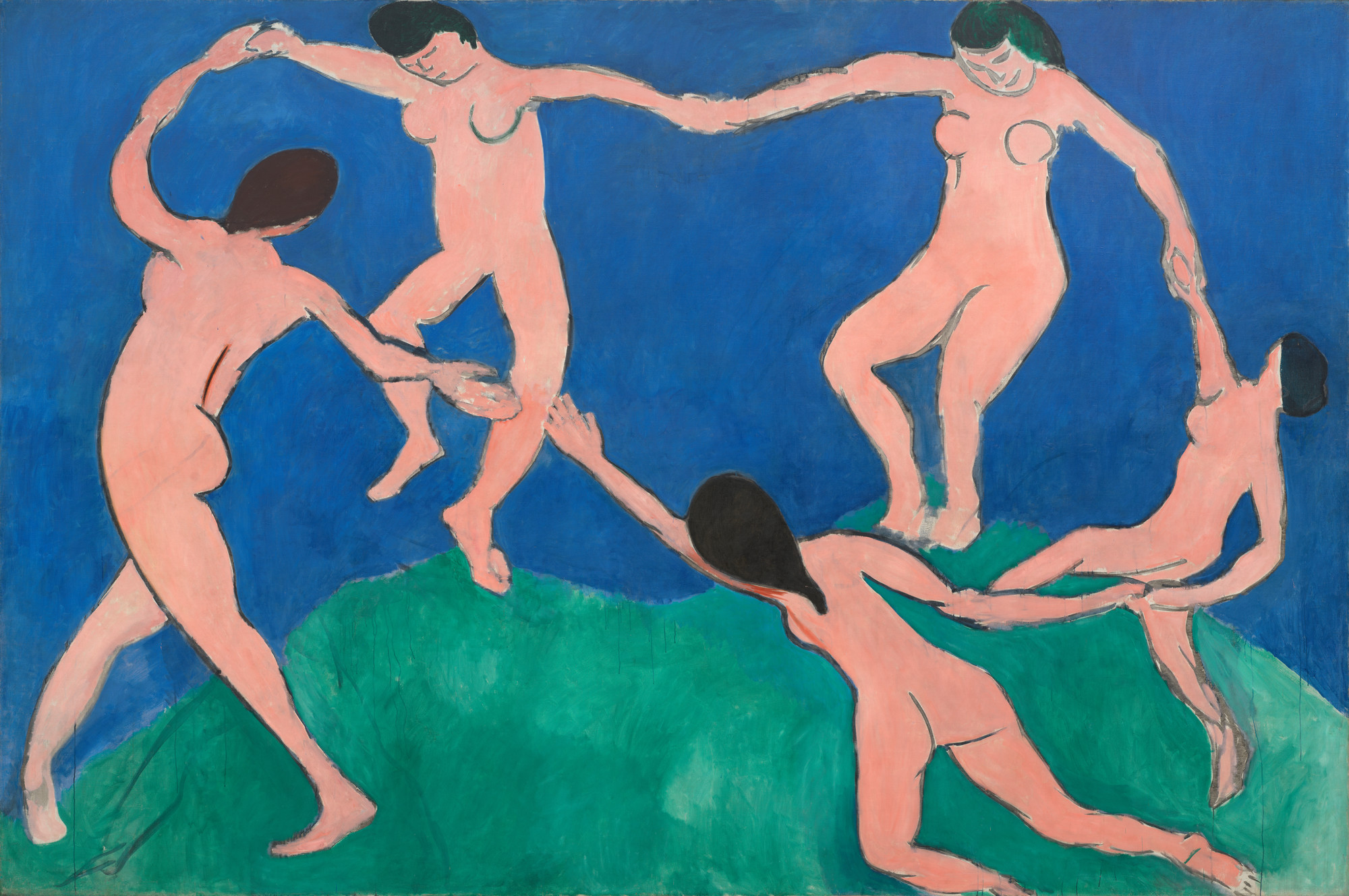
Dansen I (1909), Museum of Modern Art.